# Tadeusz Kantor
Tadeusz Kantor (6. dubna 1915 Wielopole Skrzyńskie — 8. prosince 1990 Krakov) byl polský avantgardní výtvarník, divadelní režisér a teoretik.
Studoval na Akademii výtvarných umění (ASP) v Krakově malířství a scénografii mezi lety 1933-1939. Během 2. světové války založil společně se skupinou mladých umělců „Podzemní divadlo“ v Krakově a především inscenace Návrat Odyssea projevovala principy, které se staly později v divadle a umění Kantora příznačné. Patřil mezi neoavantgardní divadelní reformátory. Kantorovy teoretické reflexe, manifesty a eseje hrály klíčovou roli ve formování jeho estetických koncepcí a přístupů k umění. Po válce se Kantor více věnoval scénografii a v roce 1955 založil divadlo Cricot 2.
Podílel se a byl součástí mnoha významných výstavách nejen v Polsku ale i v zahraničí. V případě happeningů se Kantor odlišoval od tehdejších trendů tím, že své happeningy často zakládal na vlastní tvorbě nebo na dílech významných umělců. Jeho happeningy byly realizované jak v Polsku, tak v zahraničí. V poslední etapě divadla Cricot 2 vzniká inscenace Mrtvá třída (1975), která se stala mezinárodním mezinárodně nejvýznamnějším dílem Tadeusze Kantora. Kantor neočekávaně zemřel v roce 1990, krátce před uvedením premiéry inscenace Dneska mám narozeniny.

## Počátky tvorby
Byl synem Mariana Kantora, vojáka, učitele, historika a propagátora polskojazyčné kultury ve Slezsku. Tadeusz absolvoval roku 1939 Akademii výtvarných umění v Krakově, za války se živil jako malíř pokojů a působil v Podzemním divadle. Od roku 1948 vyučoval malířství na krakovské akademii a byl scénografem v místním divadle Stary Teatr. Roku 1955 založil soubor Cricot 2, odkazující pojmenováním na předválečné experimentální krakovské divadlo Cricot, které vedl Józef Jarema. Téhož roku se zúčastnil výstavy devíti malířů, nazývaných Grupa Krakowska II, kteří se programově vymezili proti socialistickému realismu. Roku 1963 vydal manifest nulového divadla, v němž odmítl pouhé ztvárňování dramatického textu a divadelní iluzi vůbec, stavěl na náhodných asociacích. Nejvýraznějším dílem tohoto období byla hra Blázen a jeptiška podle Stanisława Witkiewicze.

## Život a tvorba
Narodil se jako druhé dítě Mariana Kantora (učitel, po válce se nevrátil domů) a Heleně Kantorové (rozená Bergerová). Společně s matkou a sestrou vyrůstali a bydleli na faře ve Wielopole u bratra jejich babičky, který byl farářem. V roce 1929 se společně stěhují do Tarnova, kde navštěvoval gymnázium. Ke konci studia se začíná věnovat umění, kdy jsou jeho první malířská díla pod vlivem symbolismu. Mezi lety 1933-1939 studuje na Akademii výtvarných umění (ASP) v Krakově malířství a také scénografii pod vedením Karola Frycze.
Během 2. světové války založil Kantor společně se skupinou mladých umělců „Podzemní divadlo“ v Krakově. Působili zde umělci, jako byli Tadeusz Brzozowský, Angelika Kraupe, Mieczyslaw Porebski, Ali Bunsch a další. Významnou inscenací podzemního divadla byla Návrat Odyssea (1944) od Stanisława Wyspiańského. Zprvu měla být inscenace realizovaná podle konstruktivistického schématu, ale nakonec Kantor v inscenaci uplatnil opačný postup než v Balladyně; geometrické postupy a formy pronikly do realistické situace. Inscenace Návrat Odyssea projevovala principy, které se staly v divadle a umění Kantora příznačné. Především se jednalo o ideu reality (většinou šlo o nalezené objekty, které byly přeneseny z každodenní reality do světa umění), odkazování se na smrt a hledání divadelního místa mimo budovu divadla.
V roce 1945 se Tadeusze Kantora oženil s Ewou Krakovskovskou, se kterou roku 1955 měl dceru Dorotu. Jejich manželství skončilo roku 1961 a poté se Kantor oženil podruhé s Marii Stangret.
Po válce se začíná více věnovat scénografii.  Angažuje se jako scénograf v Krakově i  Lodži. Jeho první scénografické práce z roku 1946 (Cid, Dvě divadla) nebo i pozdější (Sudí zalamejský 1951, Turcaret 1953) jsou projevem nových způsobů tvorby ovlivněný uměním a vycházející z tvorby Andrzeje Pronaszka, který na něho zapůsobil zejména prostřednictvím jeho chápání scénografie jako prostorové kompozice, která má nejen symbolický význam, ale také konkrétní inscenační řešení. Kantor ve své tvorbě směřuje k režijně-scénografické spolupráci, kdy proniká do textu za pomocí výtvarných prostředků. Usiluje o celistvou inscenaci nikoli pouze o „výtvarný rámec“.
V roce 1947 navštívil Paříž, kde se dostává do kontaktu s umělci a díly surrealismu, geometrické abstrakce a dalších současných trendů, předřevším skrze díla Ernstova, Miróova a Hartungova. V roce 1948 například pořádá společně s dalšími umělci Výstavu moderního umění v Krakově, kde byly zastoupeny jeho metaforické obrazy, v nichž experimentoval s prostorem. Metaforické malbě se věnuje až do roku 1955. Následně se více zaměřoval ve svých výtvarných dílech na nahodilost, automatismus, hmotu a chápaní díla jako procesu. Jedná se o směřování, které sdílí tendence podobné tomu, co se ve výtvarném umění označuje jako informel. Kantorovy představy se shodovaly s názory Pollocka, Wolse, Fautriera a dalších.
V roce 1948 se stal také profesorem na Akademii výtvarného umění v Krakově a o rok později, když byla zavedena přísná pravidla socialistického realismu, byl z této funkce odvolán, protože se veřejně odmítal účastnit oficiálního kulturního života.
Rok 1955 byl pro Tadeusze Kantora významný díky založení divadla Cricot 2, který otevírá společně s Mariou Jatemovou. Svou divadelní a uměleckou tvorbu doplňoval teoretickými reflexemi (manifesty, eseje…), což se podílelo na jeho estetických koncepcích.
V roce 1961 vede na Akademii výtvarných umění v Hamburku malířský seminář a také v roce 1986 přednáší na Škole dramatických umění v Miláně. Během svého života se podílel a byl součástí na mnoha významných výstavách nejen v Polsku, ale také zahraničí. Například v roce 1961 má samostatnou výstavu v galerii Legendre v Paříži, roku 1967 se účastní IX. Bienale v Sao Paulu, kde získává cenu za malířství, téhož roku vystavuje i na Pražském Quadrinnale  (znovu v roce 1977) a roku 1985 vystavuje malířská díla v Papežském paláci v Avignonu. Ve stejném roce se také uskutečnilo jedno ze zahraničních turné divadla Cricot 2.
Tadeusz Kantor 8. prosince roku 1990 neočekávaně umírá po večerní zkoušce inscenace Dneska mám narozeniny, která měla být uvedena až v lednu následujícího rok

## Happening a konceptuální umění
Koncem šedesátých let byl Kantor v Polsku průkopníkem happeningu, u příležitosti výtvarného sympozia v Osiekach roku 1967 zorganizoval Panoramatický mořský happening. V roce 1970 instaloval ve Vratislavi devět metrů vysokou betonovou sochu s názvem Křeslo.
Happeningy Tadeusze Kantora vycházely z tradic evropských happeningů, se kterým získával zkušenosti při četných zahraničních cestách, na nichž se setkával s evropskými výtvarnými umělci. Ještě předtím než vědomě využíval principy happeningu, byla v jeho malbě i divadle tendence happeningu patrná. Takovým příkladem může být událost interpretována, jako jasná předzvěst Kantorovy fascinace happeningem, která se konala roku 1963 s názvem „Populární výstava“, uspořádána jako „Antivýstava“. Kantor do prostoru Krzysztofory  nashromáždil předměty, které byly zbaveny spojitosti s realitou a sestavovány nahodile.
Nahodilost akce nebo prožívání ho fascinovalo tak jako opouštění objektu. Jeho „definice“ happeningu je založená na umístění uměleckého díla v realitě života. Kantorovy happeningy se odehrávaly a čerpaly z vlastní tvorby (například Velká ambaláž, 1966) nebo vycházely  z  obrazů významných autorů (například Panoramatický mořský happening, 1967, jenž vycházel z obrazu Prám medúzy od Théodora Géricaulta).
První happening Cricotage realizuje Kantor v Polsku ve varšavské kavárně TPSP v roce 1965. Mezi lety 1965 až 1969 uskutečnil osm happeningů a z toho tři v zahraničí. Roku 1966 realizuje v Basileji happening Velká embaláž (Le Grand Emballage) a v roce 1967 happening Dopis v galerii Foksal ve Varšavě. Oba happeningy vnášejí důležitý fenomén v Kantorově tvorbě a to tedy embaláž. V roce 1970 se konala výstava dokumentace celosvětového happeningu v Kolíně nad Rýnem pod názvem Happening a Fluxus zahrnující několik desítek umělců z celého světa a představila přibližně 500 happeningových událostí z let 1959 až 1970. K výstavě vznikla katalogová publikace, kde byly pod datem 4. října 1959 zařazeny první pozice: 18 happeningů v 6 dílech od Allana Kaprowa. Mimo jiné jsou v katalogu zařazeny i happeningy Tadeusze Kantora.
Struktura Kantorových happeningů se odrážela v představeních divadla Cricot 2. Ať už se jednalo o postavení umělce jako „hlavní postavy“, kolem které se odehrávala celá akce, nebo při práci s herci a to především v období rámovaným manifestem Divadlo smrti. Ve chvíli kdy podle Kantorových slov happening ztratil a vyčerpal sílu svého působení, jako nástroj umělecké invence a metody ničení iluze, uzavřel svou tvorbu happeningů. 

#### Vybrané happeningy
Varšava, Cricotage, 1965 
Krakov, Dělicí čára, 1966 
Basilej, Le Grand Emballage, 1966 
Varšava, Dopis, 1967 
Łazy v okrese Koszalin, Panoramatický mořský happening, 1967
Norimberk, první verze Lekce anatomie podle Rembradta, 1968 
Norimberk, Setkání s nosorožcem, 1968 
Krakov, Hommage á Maria Jarema, 1968 
V jugoslávském Bledu realizuje v rámci Divadla I několik happengových akcí, 1969 
Varšava, druhá verze Lekce anatomie podle Rembrandta a také Assemblage d´hiver, 1969 
Varšava, třetí verze Lekce anatomie podle Rembrandta, 1971 

## Cricot 2
Roku 1955 zakládá Tadeusz Kantor společně s Mariou Jatemovou v Krakově divadlo Cricot 2. Název divadla odkazoval na avantgardní divadlo Cricot působící mezi lety 1933 a 1939, které vedl Józef Jarema. Původně mělo divadlo své sídlo v Domě umělců, po roce 1961 se však přesunulo do sklepů galerie Krzysztofory. Kromě toho divadlo Cricot 2 se svými inscenacemi vyjíždělo do zahraničí. Kantor v avantgardní tradici vytvářel manifesty, na základě kterých můžeme rozdělit činnost divadla do několika etap: Divadlo autonomní, Divadlo informelu, Divadlo nula, Divadlo happeningu, Divadlo nemožného, Divadlo smrti. Tadeusz Kantor umírá 8. prosince 1990 a následující rok po jeho smrti divadlo Cricot 2 zaniká.
V roce 1980 založil Tadeusz Kantor v Kanoniczne ulici v Krakově Cricoteku sloužící jako živý archiv pro uchování materiálů o divadle Cricot 2. Kromě prezentace a uchování fondu divadla Cricot 2 funguje v současnosti Cricoteka jako muzeum, galerie ale i jako výzkumné centrum.
Autonomní divadlo (1956)
První období divadla Cricot 2, jak je definováno Kantorovým manifestem, lze označit jako období Autonomního divadla. Tvorba Cricot 2 vynikala snahou nenapodobovat mechanicky, nýbrž zejména prezentovat vlastní existenci, která nezávisí na interpretaci literárního díla. Kantor usiloval o osvobození od závislosti na dramatikovi a reprodukci jeho díla; avšak text zcela neodmítal, nýbrž směřoval k autonomnímu jevištnímu jednání, tedy k čistému divadelnímu projevu. Postavení autonomního divadla se mělo zakládat na novém modelu divadelní struktury. Smyslem měla být samotná tvorba, vznik nových situací založených na materii korespondující s vývojem umění. Právě činnost v Podzemním divadle a první realizace divadla Cricot 2 vedly k hledání nových prostředků pro autonomní divadlo.

#### Divadlo informelu (1961)
Druhé období, vymezené manifestem Divadlo informelu, zasáhlo do autonomních aktivit zkoumáním struktury klasického divadelního prostoru. Toto období se vyznačovalo rozbíjením inscenace na elementy prostřednictvím náhody, procesu destrukce, spontánního pohybu a dynamického aspektu hmoty v divadelním prostředí. Inscenace Venkovský dům patří mezi první realizace této fáze divadla. Herci byli během představení umisťováni do malého prostoru skříně, v níž hráli a byli ztotožňováni s visícími šaty.
Kantor informelní umění přirovnává ke konstruktivistickým hnutím ruské umělecké avantgardy. Myšlenky spojené s konstruktivismem navrhovaly společenskou revoluci a technologický rozvoj, což Kantor přejímá jako invenci svobody, kterou přirovnává k prázdnému „plátnu“ umělce.

##### Divadlo nula
Roku 1963 vydal manifest nulového divadla, v němž odmítl pouhé ztvárňování dramatického textu a divadelní iluzi vůbec, stavěl na náhodných asociacích. Nejvýraznějším dílem tohoto období byla hra Blázen a jeptiška podle Stanisława Witkiewicze.

#### Divadlo happeningu (1967)
Roku 1967 nastudoval další Witkiewiczovu hru Vodní slípka, inspirovaná happeningem. Inscenace byla charakteristická překračováním hranic mezi uměleckým dílem a realitou. Herci své repliky odříkávali nahodile a opakovali je v různých tóninách. V několika okamžicích herci zapojovali diváky do akce. Postavy jednají a zabývají se běžnými činnostmi: koupají se, přenášejí zavazadla, holí se a podobně. Herci i text jsou pojednáváni jako objekt, stejně tak jako ostatní prvky představení.

#### Divadlo nemožného (1971)
V období Divadla nemožného Kantor usiloval o práci s uměním za jeho běžnými hranicemi. Podstatným prvkem byl samotný tvůrčí proces, přičemž cílem nebylo pouze zobrazovat skutečnost, ale aktivně ji vytvářet. Kantor se vyjádřil o divadle jako o „pasti na iluzi“, místě, kde se neustále rodí fikce, čímž se stává nedostupným. Nemožné dílo tak postrádá formu, estetickou hodnotu, nic nesděluje ani neodráží, a tedy uniká interpretaci. Umělecké dílo nemusí vždy splňovat určitou funkci, může existovat bez jakéhokoli vysvětlení. Kantor realizoval své myšlenky v Uměleckém muzeu v Oslu nebo v Experimentální dílně ITI v Dourdanu. Na manifest Divadla nemožného navazovala také inscenace Grácie a coury.

#### Divadlo smrti (1975)
Poslední etapou je Divadlo smrti, ve které Kantor provádí "rekapitulací" dosavadní tvorby a svého vlastního uvažování o divadle a umění. Nejpodstatnější otázkou pro něj je problém iluze a reality, který souvisí i s pojetím samotné hry. Iluze se někdy vytrácí, ale následně se opět objevuje, zároveň je důležitým faktorem pro herce a je jeho společníkem. Kantor si všímá, že iluze má metafyzickou stránku.
V tomto období vzniklo několik významných inscenací, například Mrtvá třída (1975) nebo Wielopole, Wielopole (1980), kde se ztělesňuje minulost nebo život po smrti.

##### Mrtvá třída(1975)
Mrtvá třída se stala nejvýznamnější inscenací Tadeusze Kantora a do značné míry zastínila jeho dřívější výtvarné práce a divadelní projekty. Poprvé byla Mrtvá třída uvedena 15. listopadu 1975 v galerii paláce Krzysztofory v ulici Szcepanska v Krakově.  
Inscenace vznikla na základě koláže textů a obrazů různých polských autorů, které Kantor doplnil o vlastní materiály a obrazy. Školní třída z devatenáctého století s dřevěnými lavicemi tvoří celkový rámec s dvanácti performery, představující obraz třídy starých lidí, doprovázených figurínami připevněnými na zádech herců. Tato inspirace figurínami nebo manekýny souvisí s myšlenkami Edwarda Gordona Craiga (přesněji s textem Herec a nadloutka), na kterého se Kantor odvolává v manifestu Divadla smrti. Nicméně se od Craigova přesvědčení o nahrazení živého herce manekýnem/figurínou distancuje.  Zároveň se inspiroval Traktátem o manekýnech Bruna Schulze a vlastnoručně pro inscenaci vyrobil realistické figuríny v životní velikosti, představující jeho bývalé spolužáky. Ve sklepní místnosti Krakovské galerie je prostor pro herce koncipován do úzkého obdélného tvaru  a je oddělen provazy.  Za provazy stojí Tadeusz Kantor v civilním černém oděvu a svými gesty usměrňuje po celou dobu představení. Vzniká jakýsi určitý brechtovský odstup, kdy diváci pozorují představení částečně očima Kantora, který se mění v „dirigenta“ toho, co se divákům zprostředkovává na jevišti. 
Mrtvá třída odkazovala na minulost a současně symbolizovala svobodnou tvůrčí mysl a její vynalézavost. Na repertoáru divadla Cricot 2 zůstala Mrtvá třída až do roku 1992. Během tohoto období docházelo ke změnám v obsazení. Divadlo Cricot 2 s inscenací cestovalo do zahraničí. Až po smrti Kantora roku 1992 hostovala Mrtvá třída i v Československu v divadle Labyrint a v Huse na provázku. Kromě toho byla Mrtvá třída filmově zpracovaná. Prvním z nich byl autorský záznam z roku 1976 v režii Andrzeje Wajdy.

## Ocenění
V roce 1978 obdržel cenu Prix Rembrand  za přínos k utváření obrazu umění naší doby, kterou uděluje Goethova nadace v Basileji. 
Roku 1985 je vyznamenán francouzský Řádem Čestné legie a 1989 je vyznamenán řádem Commandeur de l´Orde des Arts et Lettres.  
Usnesení Senátu Polské republiky v roce 2015 vzdalo hold práci Tadeusze Kantora k 100. výročí narození.
UNESCO vyhlásilo rok 2015 vzhledem ke stému výročí umělcova narození Rokem Tadeusze Kantora.

## Galerie

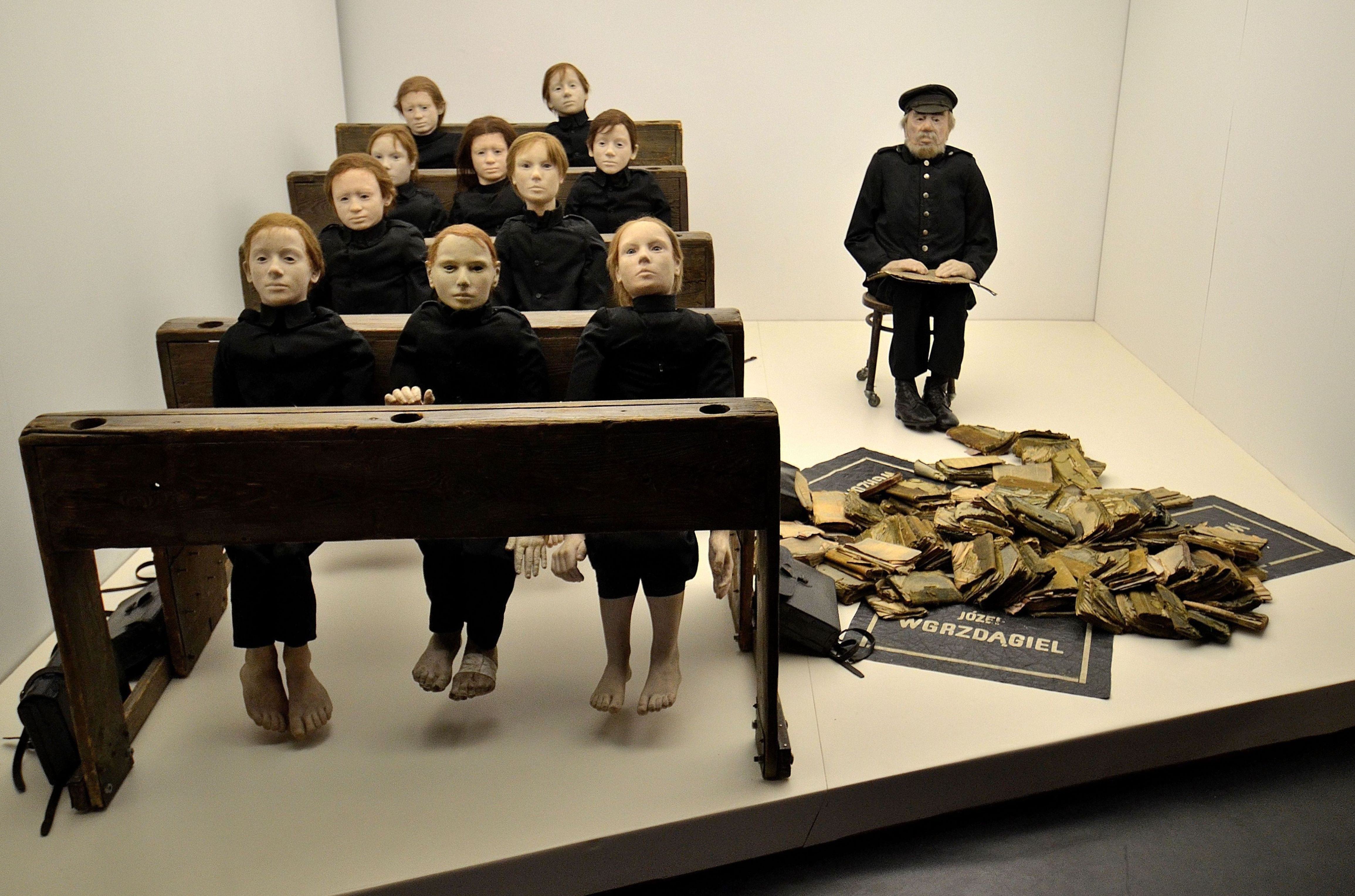
Figuríny ze hry Mrtvá třída
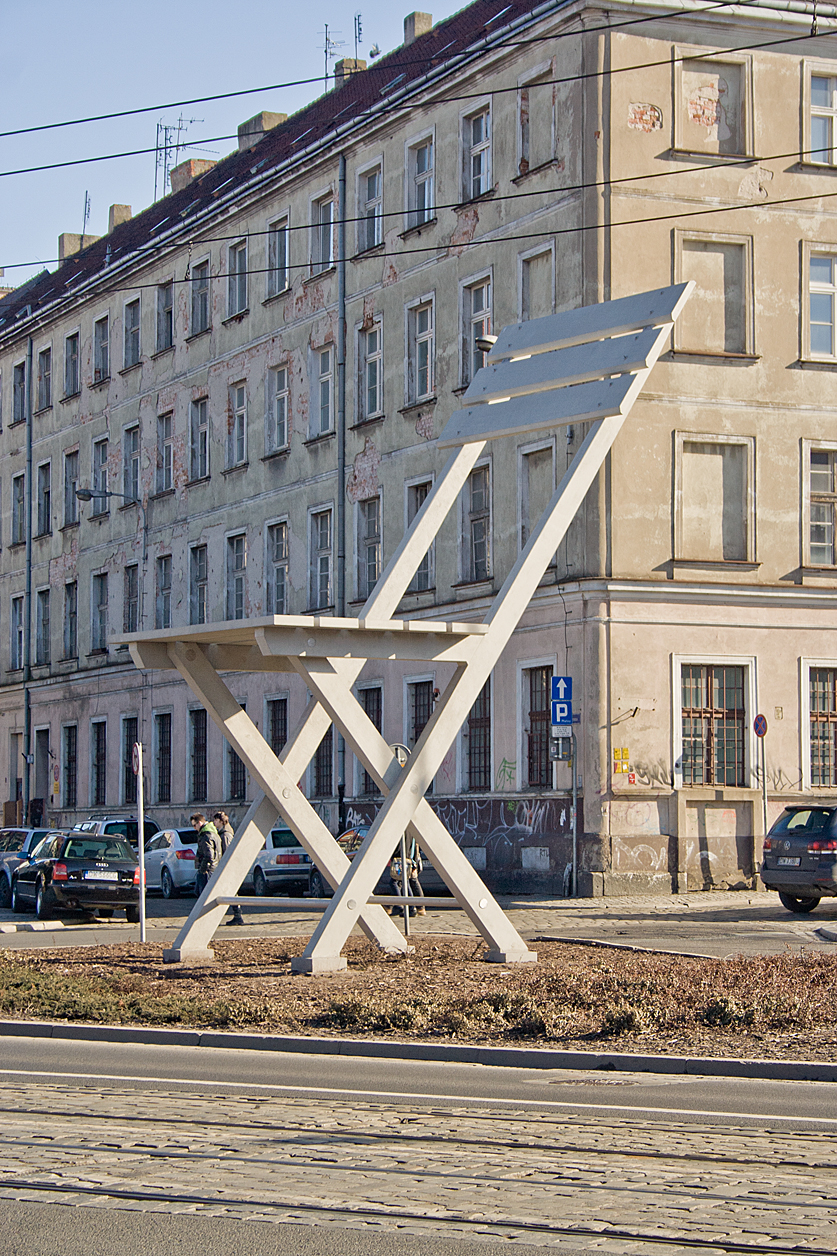
Socha křesla
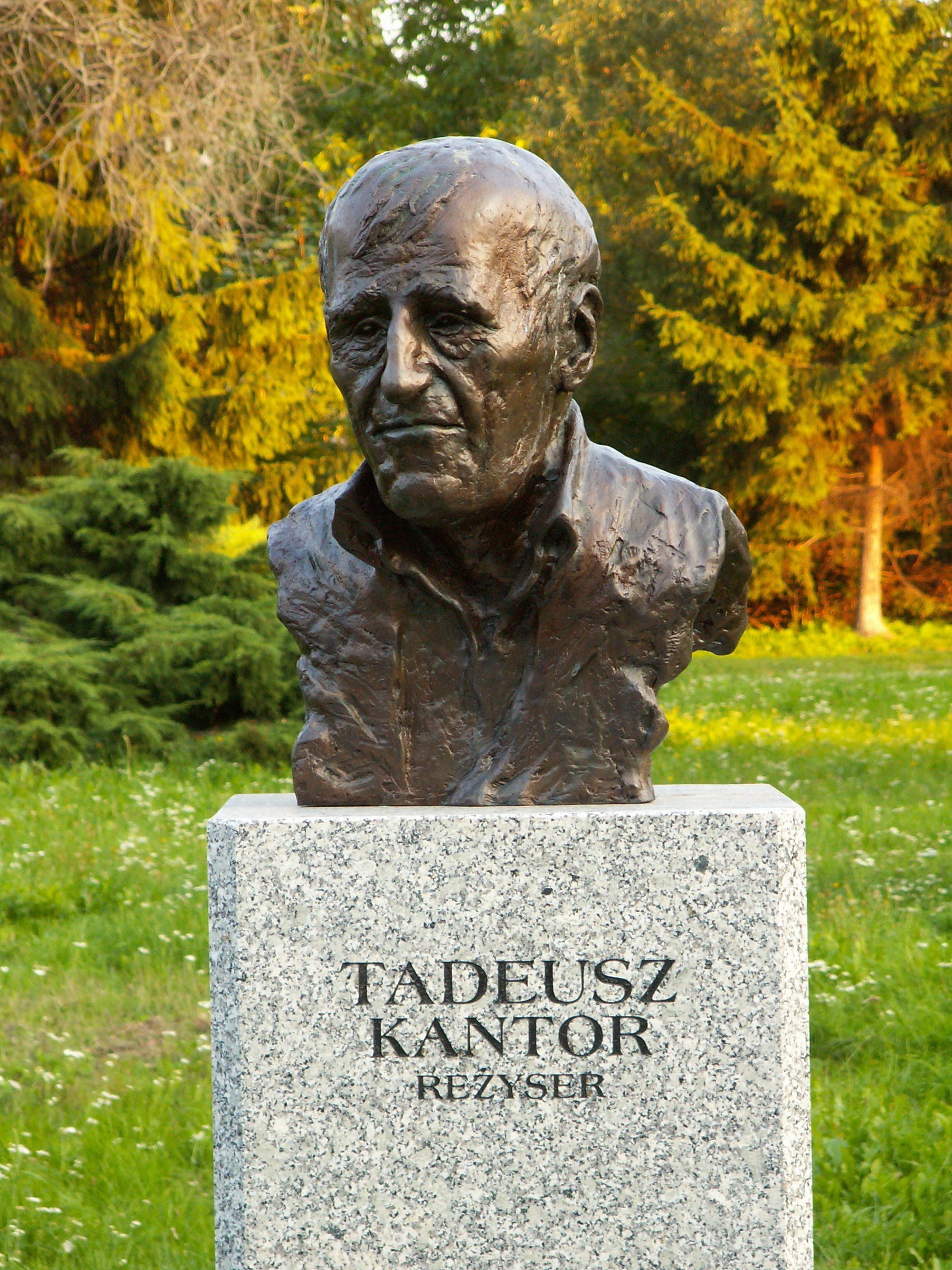
Kantorova busta v Kielcích